# Právní osobnost
Právní osobnost nebo také právní subjektivita je schopnost vystupovat jako subjekt a nikoli jako objekt práva, tedy schopnost být nositelem i vykonavatelem práv a povinností. V českém právu se proto od roku 1950 nazývala způsobilost k právům a povinnostem, od roku 2014 se ve smyslu § 15 odst. 1 občanského zákoníku její označení vrací k dřívějšímu termínu právní osobnost.
Právními subjekty jsou v ČR fyzické a právnické osoby. U fyzických osob vzniká jejich právní osobnost narozením a zaniká smrtí (§ 23 OZ). Jiným způsobem nemůže být nikdo své právní osobnosti zbaven, nelze se jí ani vzdát (§ 16 OZ). Má ji i počaté dítě, narodí-li se živé (tzv. nasciturus). Také právnické osoby mají právní subjektivitu dle § 20 OZ. Vzniká současně s jejich vznikem a zaniká s jejich zánikem podle práva (zejména v souvislosti s jejich zápisem či výmazem ve veřejném rejstříku – § 118, 126 a 185 OZ).